# Campeonato de fútbol PMR
El Campeonato de fútbol de la República Moldava Pridnestroviana (en ruso: Чемпионат ПМР по футболу, PMR) es la máxima division del territorio no reconocido de Transnistria, La liga está afiliada a la Federación de fútbol de Transnistria. Desde el 2013 hasta el 2019 estuvo afiliado a la ConIFA.
La liga no está afiliada a la UEFA o FIFA, pero estuvo anteriormente en ConIFA; los clubes al final de la temporada se unen al sistema de ligas de Moldavia.

## Historia
La Federación de Fútbol de Transnistria fue fundada en octubre de 1990; el primer presidente de la federación fue Valentin Voichenko. El primer torneo que celebra la federación es la Copa de Invierno de la República, dedicada a la memoria del veterano del fútbol Tiraspol Alexander Tokarev. Bajo los auspicios de esta organización, se celebran el campeonato y la Copa de la república, el campeonato de Transnistria entre equipos infantiles y juveniles, así como otras competiciones amateur.
En octubre de 2015, se reorganizó la Federación de Fútbol de Transnistria. El 21 de octubre, en el salón de actos del PSU, se llevó a cabo una conferencia electiva sobre la federación de fútbol del país. Por decisión unánime del presidente de la federación de fútbol, fue elegido Dmitry Margarint, quien es presidente del club de fútbol Tiraspol "Dinamo-Auto". La Federación se ocupará del desarrollo del fútbol en el país, en cooperación con los sindicatos de fútbol de Rusia, Moldavia y Ucrania, está previsto reunir el equipo nacional de fútbol de Transnistria y organizar su participación en la Copa del Mundo en Abjasia entre las repúblicas no reconocidas en 2016 ...
El campeonato de fútbol de Transnistria se celebra desde 1991. El primer campeón del país fue el club "Plastic" de Tiraspol. En la temporada 1992/93., los ganadores fueron Dubossarski " Energy ", que en el partido de oro venció a Tiraspol "Tirotex" con una puntuación de 2: 0. Al año siguiente, el club de Dubossary volvió a ser campeón de Transnistria. En la temporada 1994/95, el equipo MIF del pueblo de Malaesti ganó la Liga Superior de Transnistria. La temporada 1995/96 logró nuevamente ganar "Energetik".
De septiembre de 2008 a mayo de 2009 se celebró el 15º campeonato de fútbol transnistrio, en el que el equipo Dynamo GAI ocupó el primer lugar.

## Palmarés
| temporada | Campeón                            |
| --------- | ---------------------------------- |
| 1991-92   | Plastic Tiraspol                   |
| 1992-93   | Tirotex Tiraspol                   |
| 1993-94   | Energetik Dubossary                |
| 1994-95   | MiF Malayeshty Grigoriopol         |
| 1995-96   | Energetik Dubossary                |
| 1996-2003 | Desconocido                        |
| 2003-2004 | Memphis Dubossary                  |
| 2004-2008 | Desconocido                        |
| 2008-2009 | Dynamo GAI                         |
| 2009-2016 | Desconocido                        |
| 2016      | Iskra Rîbnița                      |
| 2017      | Desconocido                        |
| 2018      | Junior Tiraspol                    |
| 2019      | Iskra Rîbnița                      |
| 2020      | Cancelado por pandemia de COVID-19 |
| 2021      | Iskra Rîbnița                      |

## Equipos 2021
• Iskra Rîbnița.
• Tignina Bender (Dinamo Bender).
• FC Dubăsari.
• Junior Tiraspol.
• FC Slobozia.
• GFD  Irbis Grigoriopol.
1. ↑  «Antiguo perfil de Transnistria en conifa ( link caído).». Archivado desde el original el 8 de julio de 2021. Consultado el 15 de diciembre de 2021.
2. ↑  «Sitio web PMR».
3. ↑  «Se reorganiza la Federación de fútbol de Transnistria». Archivado desde el original el 6 de marzo de 2016. Consultado el 15 de diciembre de 2021.
4. ↑  «El presidente de la federación tenía pensado crear un equipo nacional para competir en la copa mundial conifa 2016». Archivado desde el original el 25 de octubre de 2015. Consultado el 15 de diciembre de 2021.
5. 1 2 3  «Historial de campeonatos desde 1991». Archivado desde el original el 18 de mayo de 2015. Consultado el 15 de diciembre de 2021.
6. ↑  «Tabla de participantes».
7. ↑  «Rsssf Transnistria, registro desde 2016.».

- Datos: Q110271097